# Сухара (деревня)
Сухара — деревня в Красносельском районе Костромской области. Входит в состав Прискоковского сельского поселения.

## География
Находится в юго-западной части Костромской области на расстоянии приблизительно 10 км на восток по прямой от районного центра поселка Красное-на-Волге менее чем в 1 км от левого берега Волги.

## История
Известна с 1717 года как Сухара-Выметь. В 1872 году здесь было учтено 14 дворов, в 1907 году отмечено было 12 дворов.

## Население
Постоянное население составляло 59 человек (1872 год), 58 (1897), 57 (1907), 192 в 2002 году (русские 93 %), 197 в 2022.